# Slemmurkling
Slemmurkling (Leotia lubrica) är en svampart som först beskrevs av Giovanni Antonio Scopoli, och fick sitt nu gällande namn av Christiaan Hendrik Persoon 1797. Slemmurkling ingår i släktet slemmurklingar och familjen Leotiaceae.  Arten är reproducerande i Sverige. Inga underarter finns listade i Catalogue of Life.

## Bilder

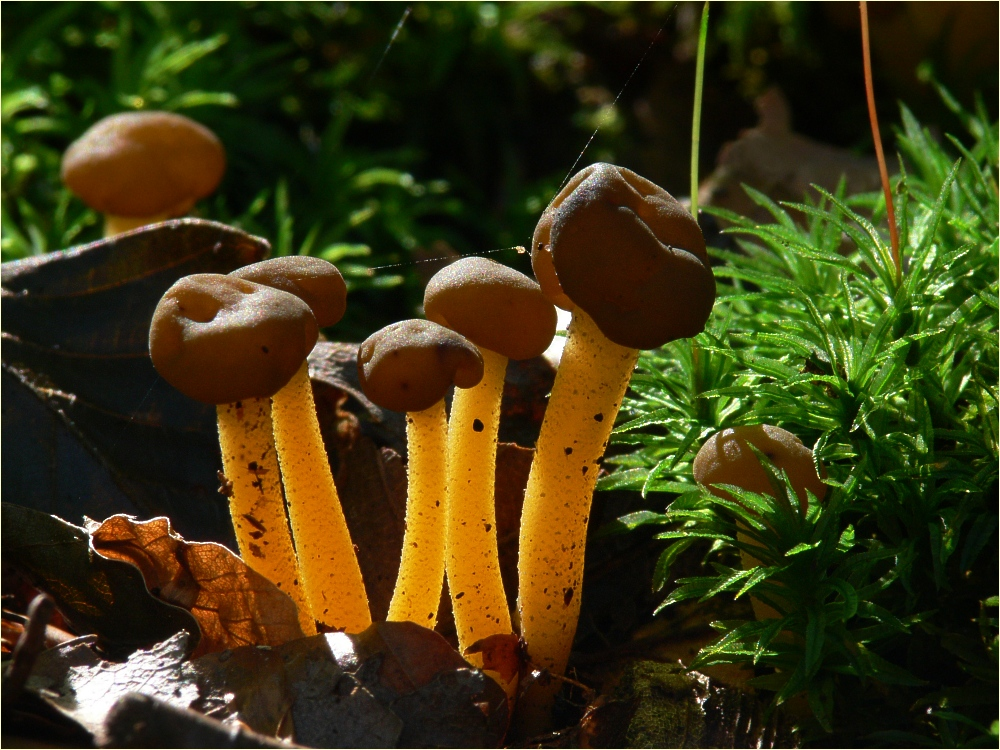
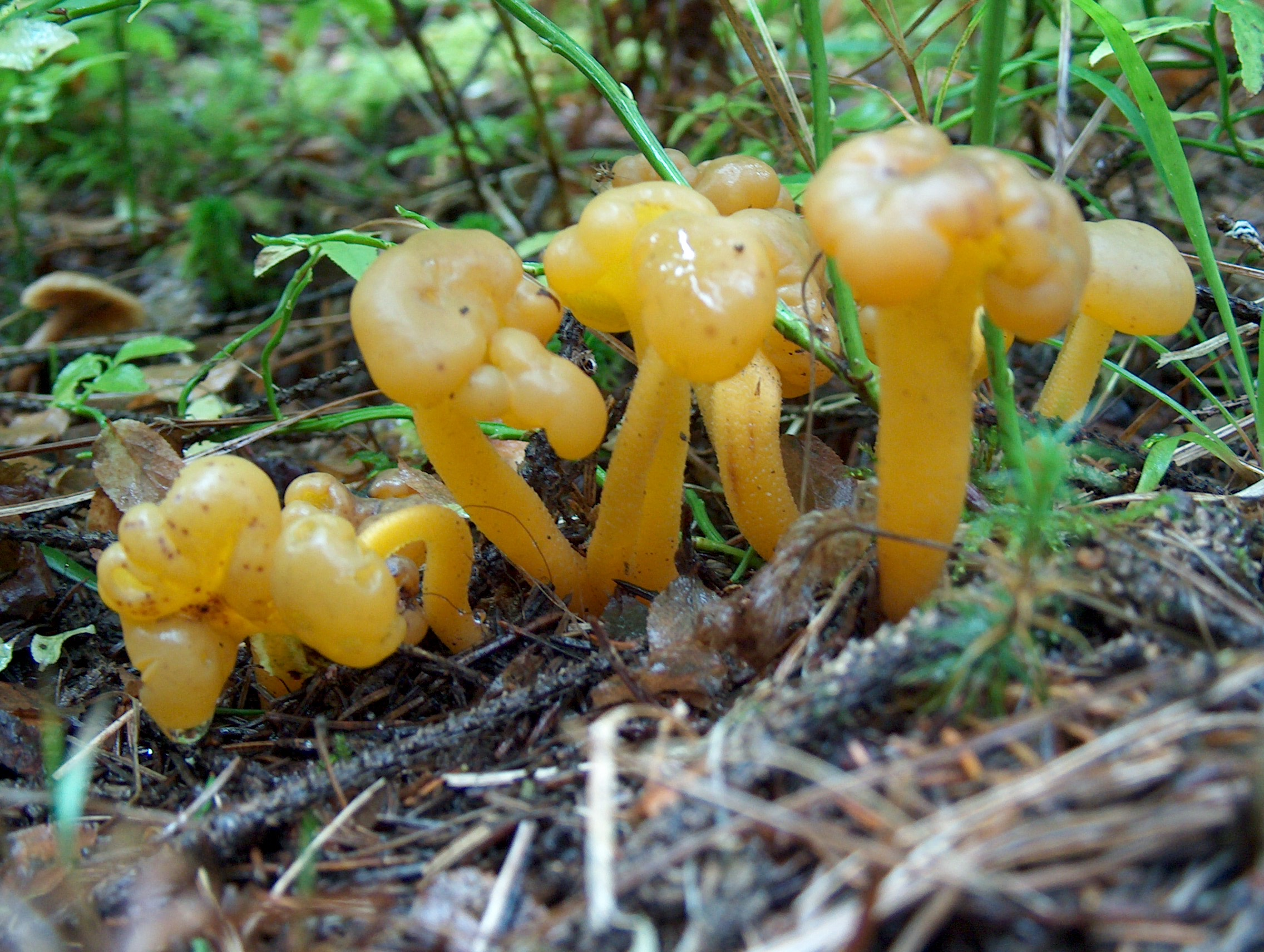
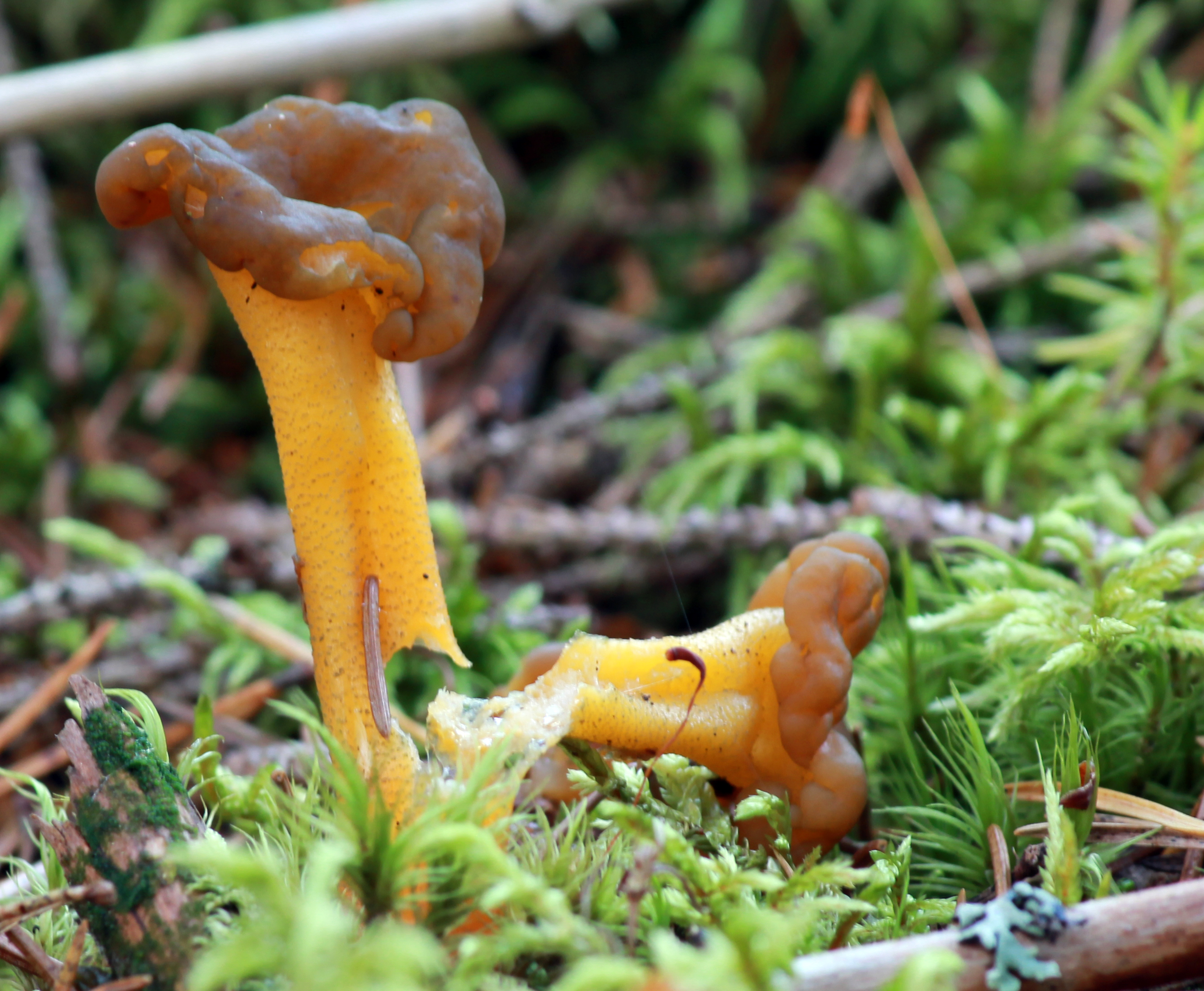